# White Bird
Pour les articles homonymes, voir White Bird (homonymie).
Pour plus de détails, voir Fiche technique et Distribution.
White Bird (titre original : White Bird in a Blizzard) est un thriller franco-américain coproduit, écrit et réalisé par Gregg Araki, sorti en 2014.
Il s'agit de l'adaptation du roman Un oiseau blanc dans le blizzard de Laura Kasischke.

## Synopsis
Kat est une adolescente de 17 ans comme les autres, avec un petit ami, des amis, un père et une mère qui ne s'aiment pas vraiment. Un jour, la mère de Kat disparaît.
Pour Kat, c'est le début de grandes interrogations.
Elle se rend compte que sa mère ne lui manque pas vraiment, elle est surtout indignée par l'égoïsme dont sa mère a fait preuve en partant sans prévenir personne. Elle s'habitue donc à vivre sans elle et fréquente même l'inspecteur chargé de l'enquête sur la disparition de sa mère.
Et puis, des cauchemars l'assaillent, toujours sur sa mère. Une grande question la poursuit alors : où est passée sa mère ?

## Fiche technique
- Titre original : White Bird in a Blizzard
- Titre français : White Bird
- Réalisation : Gregg Araki
- Scénario : Gregg Araki d'après Un oiseau blanc dans le blizzard de Laura Kasischke
- Musique : Robin Guthrie, Harold Budd
- Montage : Gregg Araki
- Photographie : Sandra Valde-Hansen
- Direction artistique : Todd Fjelsted
- Décors : Caity Birmingham
- Costumes : Mairi Chisholm
- Production : Gregg Araki, Pascal Caucheteux et Sebastien Lemercier
- Sociétés de production : Desperate Pictures
Orange Studio
Why Not Productions
Wild Bunch
- Société de distribution : BAC Films (France)
- Pays d’origine :  France,  États-Unis
- Langue : anglais
- Genre : drame, thriller
- Durée : 91 minutes
- Format : couleur - 35 mm - 2.35:1 -  Son Dolby numérique
- Dates de sortie :
  - USA : 20 janvier 2014 (Festival du film de Sundance 2014)
  - France : 15 octobre 2014

## Distribution
|                                                                               |  |  |
| Les actrices Shailene Woodley et Eva Green interprètent les rôles principaux. |  |  |

- Shailene Woodley (VF : Jessica Monceau): Katrina dite « Kat » Connors
- Eva Green (VF : Marie-Laure Dougnac) : Eve Connors
- Christopher Meloni (VF : Fred Renno) : Brock Connors
- Thomas Jane (VF : Tangi Daniel) : Inspecteur Scieziesciez
- Shiloh Fernandez (VF : Christophe Seugnet) : Phil
- Angela Bassett : Dr Thaler
- Gabourey Sidibe (VF : Eglantine Le Coz) : Beth
- Dale Dickey (VF : Fabienne Roosboy) : Madame Hillman
- Sheryl Lee : May
- Jacob Artist : Oliver
- Mark Indelicato (VF : Damien Le Délézir) : Mickey

- Studio version française: AGM Factory
- Direction artistique: Yann Legay

Source et légende : version française (VF) Carton du doublage Français

## Récompenses et distinctions

### Nominations et sélections
- Festival du film de Sundance 2014 : sélection « Premieres »